# Club Deportivo Alemán
El Club Deportivo Alemán fue un club de fútbol de Chile, con sede en la ciudad de Santiago. Fue fundado en marzo de 1916 por miembros de la colonia alemana residente en Chile.
En 1934 participó de la segunda edición de la máxima categoría profesional chilena. En su paso por Primera anotó dos victorias, frente a Morning Star y Carlos Walker.
El 25 de febrero de 1935 se fusionó con el Club Deportivo Irarrázaval para formar el Club Deportivo Alianza.

## Historia
En marzo de 1916 un grupo de jóvenes alemanes residentes en Chile, liderados por Julius Kilian, decidieron crear un club de fútbol denominado Deutsche Fussball – Mannschaft Santiago («Equipo Alemán de Fútbol de Santiago»). El 16 de julio de ese mismo año, en una asamblea, se decidió ampliar las actividades deportivas y su denominación por el de Deutscher Sportverein Santiago («Club Alemán de Deportes de Santiago»).
El club ingresó a la Asociación de Football de Santiago (AFS), en donde estuvo hasta la creación de la Liga Central en 1927. En 1930 pasó a la Tercera División de la AFS, y en 1933 oficializó su nombre en español.
En 1934, para la segunda edición de la máxima categoría profesional del fútbol chileno, la AFS reconoció la práctica profesional, y se integraron a la Primera División cuatro equipos de la División de Honor de la AFS: Carlos Walker, Ferroviarios y Santiago, los tres mejores posicionados del año anterior, y Deportivo Alemán, por club elegido por derecho privativo de la AFS; todos de carácter amateur.
En su paso por la Primera División anotó dos victorias, frente a Morning Star y Carlos Walker. Se ubicó en la penúltima posición, por lo que fue relegado a la recién formada Serie B Profesional, segunda categoría del fútbol profesional chileno.
El 25 de febrero de 1935 se fusionó con el Club Deportivo Irarrázaval, de la Liga Arrieta de Ñuñoa, para formar al Club Deportivo Alianza, que fue el equipo que disputó el primer torneo de la Serie B Profesional.

## Estadio
El equipo jugaba en una cancha ubicada en avenida Los Leones.

## Palmarés

### Títulos locales
- Subcampeón de la Primera División de la Asociación de Football de Santiago (1): 1931.